# Stockholms Allmänna Skridskoklubb
Stockholms allmänna skridskoklubb, SASK, bildades 1883 och är som sådan en av Sveriges äldsta idrottsföreningar. Klubben är också, som endast en klubb av två i världen, direkt medlem i Internationella skridskoförbundet och har varit så sedan Internationella skridskoförbundet bildades 1892. Alla andra skridskoklubbar är indirekta medlemmar genom att tillhöra sina respektive nationella skridskoförbund.
När SASK bildades april 1883 hade de som uppgift att anlägga en allmän skridskobana vid Nybroviken mellan Blasieholmen och Östermalm. Verksamheten på Nybrovikens skridskobana inleddes den 17 januari 1884 och pågick där till och med vintern 1904/1905. Idag bedrivs klubbens verksamhet huvudsakligen i A-hallen vid Stora Mossens IP i Bromma.

## Hemsida
- http://www.sask-konstakning.com/